# Ise (Mie)
Ise (伊勢市 Ise-shi?), antiguamente llamada Ujiyamada (宇治山田), es una ciudad localizada en la prefectura de Mie, Japón. En junio de 2019 tenía una población de 123.783 habitantes y una densidad de población de 594 personas por km². Su área total es de 208,35 km².
Es muy popular entre los visitantes, debido a su belleza tradicional, ya que Ise es parte del Parque Nacional de Ise-Shima.
Durante la época Edo fue un lugar de peregrinación.
Muy cerca de la ciudad de Ise está el Santuario de Ise, el santuario sintoísta más sagrado de Japón.

## Geografía

### Municipios circundantes
- Prefectura de Mie
  - Toba
  - Shima
  - Minamiise
  - Watarai
  - Tamaki
  - Meiwa

## Demografía
Según datos del censo japonés, la población de Ise ha disminuido en los últimos años.
| Año del censo | Población |
| ------------- | --------- |
| 1995          | 138.404   |
| 2000          | 136.173   |
| 2005          | 135.030   |
| 2010          | 130.271   |
| 2015          | 127.817   |